# Strażnica KOP „Konfederacja Barska”

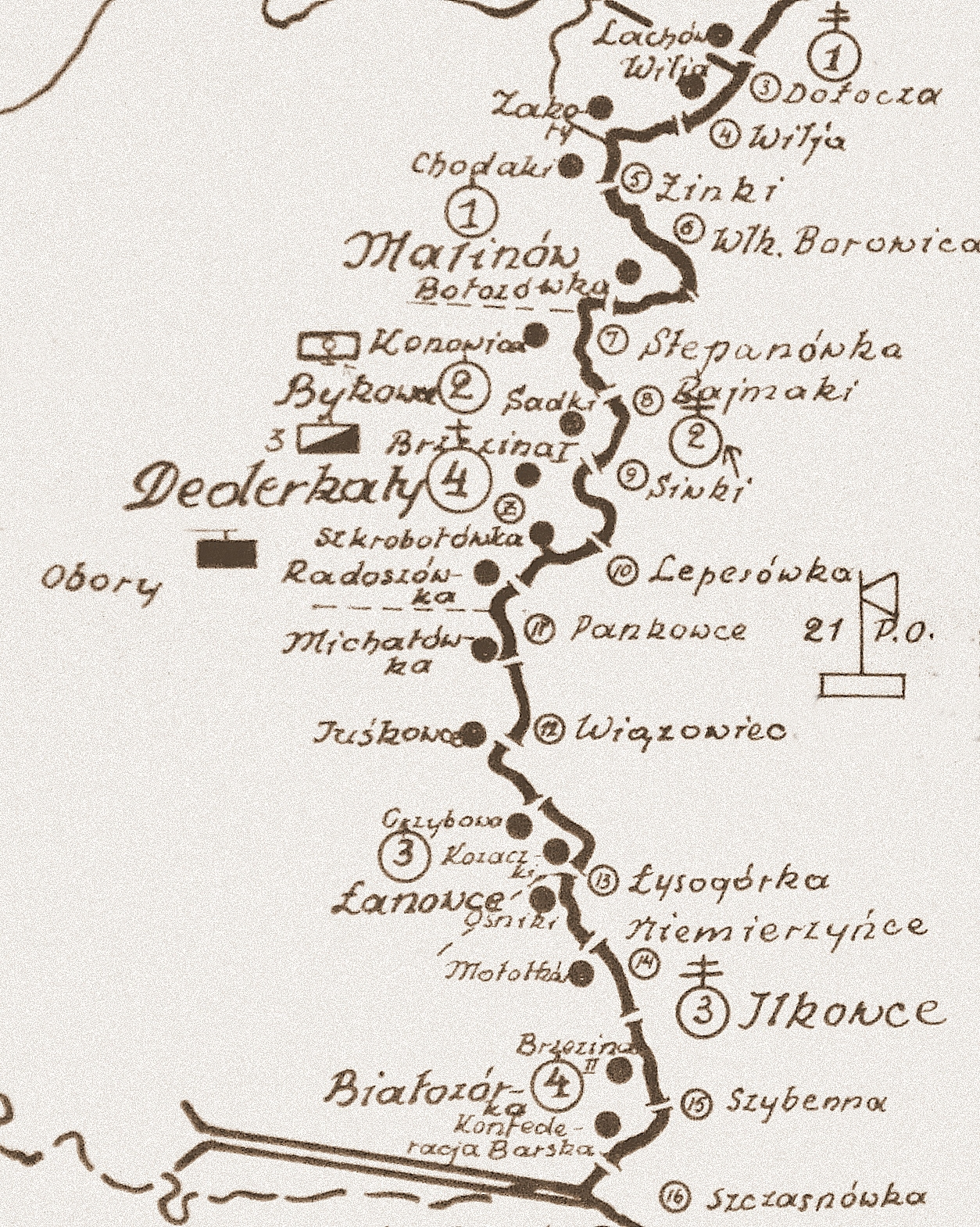
Rozmieszczenie batalionu KOP „Dederkały” w 1931

Strażnica KOP „Konfederacja Barska” – zasadnicza jednostka organizacyjna Korpusu Ochrony Pogranicza pełniąca służbę ochronną na granicy polsko-sowieckiej.

## Formowanie i zmiany organizacyjne
W 1924, w składzie 1 Brygady Ochrony Pogranicza, został sformowany 4 batalion graniczny. W 1928 w skład batalionu wchodziło 17 strażnic, w tym 132 strażnica KOP „Puzichów” . Później strażnicę przemianowano na „Konfederacja Barska”. W latach 1928–1939 w strukturze organizacyjnej 4 kompanii granicznej KOP „Białozórka” funkcjonowała strażnica KOP „Konfederacja Barska”  z pułku KOP „Zdołbunów”. Strażnica liczyła około 18 żołnierzy i rozmieszczona była przy linii granicznej z zadaniem bezpośredniej ochrony granicy państwowej.
W 1932 obsada strażnicy zakwaterowana była w budynku popolicyjnym. Strażnicę z macierzystą kompanią łączył trakt długości 9 km.

## Służba graniczna
Podstawową jednostką taktyczną Korpusu Ochrony Pogranicza przeznaczoną do pełnienia służby ochronnej był batalion graniczny. Odcinek batalionu dzielił się na pododcinki kompanii, a te z kolei na pododcinki strażnic, które były „zasadniczymi jednostkami pełniącymi służbę ochronną”, w sile półplutonu. Służba ochronna pełniona była systemem zmiennym, polegającym na stałym patrolowaniu strefy nadgranicznej, wystawianiu posterunków alarmowych, obserwacyjnych i kontrolnych stałych, patrolowaniu i organizowaniu zasadzek w miejscach rozpoznanych jako niebezpieczne, kontrolowaniu dokumentów i zatrzymywaniu osób podejrzanych, a także utrzymywaniu ścisłej łączności między oddziałami i władzami administracyjnymi.
Strażnica KOP „Konfederacja Barska” w 1932 i 1938 ochraniała pododcinek granicy państwowej szerokości 5 kilometrów 770 metrów od słupa granicznego nr 1856 do 1861.
Wydarzenia:
- W meldunku sytuacyjnym z 27 stycznia 1925 napisano: W rejonie strażnicy przytrzymano dwóch przemytników[15].

Sąsiednie strażnice:
- strażnica KOP „Brzezina” ⇔ strażnica KOP „Białozórka” – 1928[16], 1929[17], 1931[5] , 1932[18], 1934[19]
- strażnica KOP „Brzezina” ⇔ strażnica KOP „Szczęsnówka” – 1938[20]